# Cece
Cece – wieś na Węgrzech, w powiecie Sárbogárd, w komitacie Fejér. W styczniu 2011 roku liczyła ponad 2,5 tys. mieszkańców.